# Las Paredes (Mendoza)
Las Paredes es un distrito que se encuentra ubicado en el departamento San Rafael de la provincia de Mendoza, Argentina
Cuenta con un aeroclub y un pequeño aeropuerto que realiza viajes a Buenos Aires y a Chile (mayoritariamente). La mayor cantidad de sus residentes se encuentran asentados aledañamente a la ciudad San Rafael, con la cual se encuentra en conurbación.[cita requerida]
Existen registros de la instalación de colonos en las últimas décadas del siglo XIX. 
La zona tuvo (y aun en la actualidad) usos agrícolas a los que se incorporó la instalación de establecimientos bodegueros. El crecimiento poblacional de San Rafael y su expansión, produjo que a partir del siglo XXI adquiriera características urbanas el distrito contiene deporte fútbol el más característico con club sportivo defensores las paredes y aviador(las paredes 2 por asi decirlo) los cuales paredes es el que tiene primera una gran historia atras, las paredes es uno de los mas grande de san rafael

## Parajes
Las Paredes se componen por 7 parajes
- Capitán Montoya
- El Toledano
- El Usillal
- Los Maitenes
- Iaccarini
- Los Filtros
- Tamborini

## Destacamento Policial
El distrito cuenta con la Comisaria n°60 "Las Paredes"